# 油菜

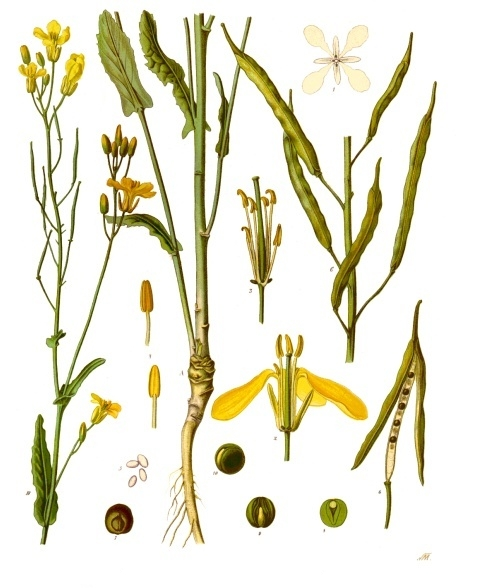
甘蓝型油菜（Brassica napus）

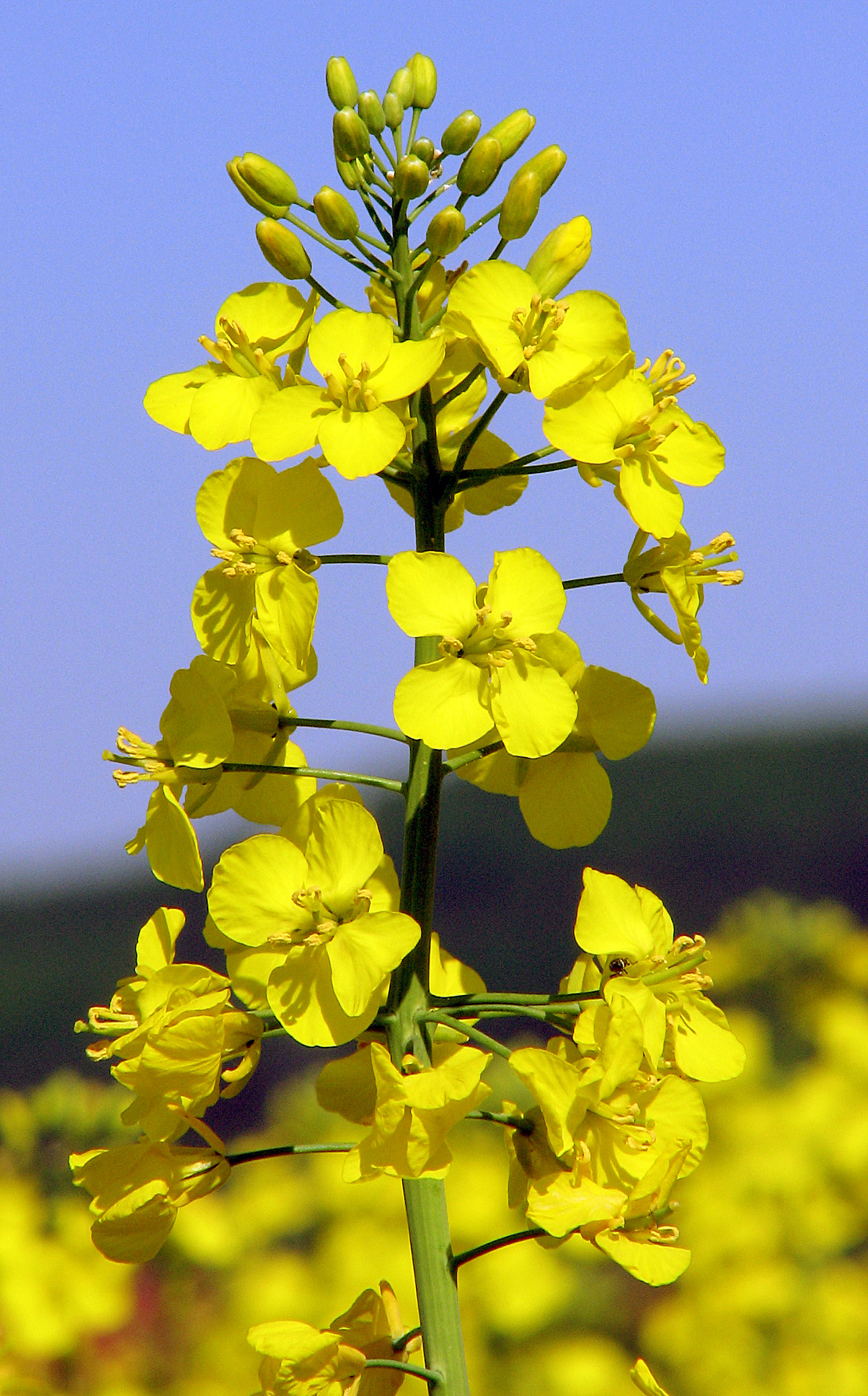
油菜花

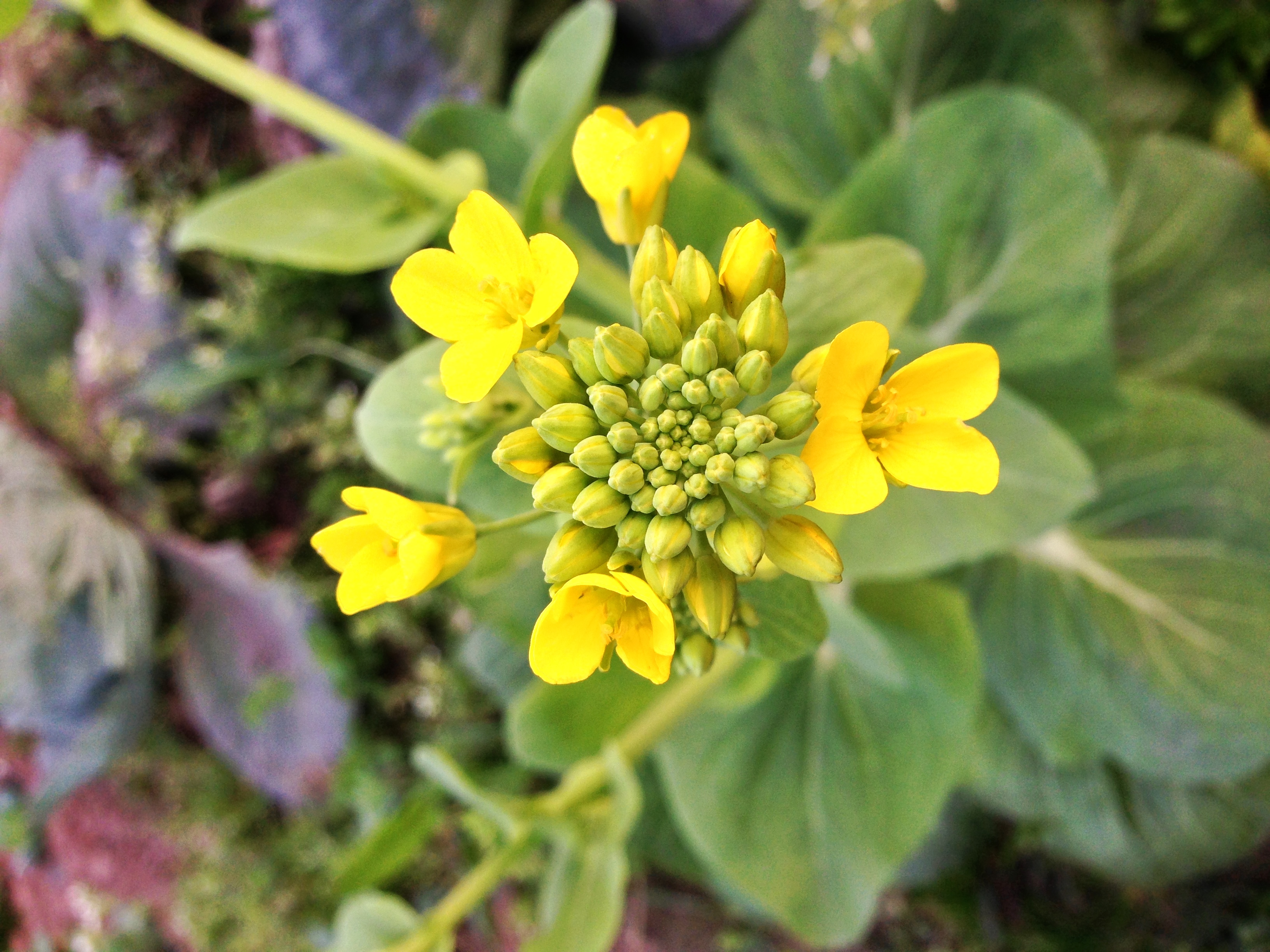
油菜花和花苞

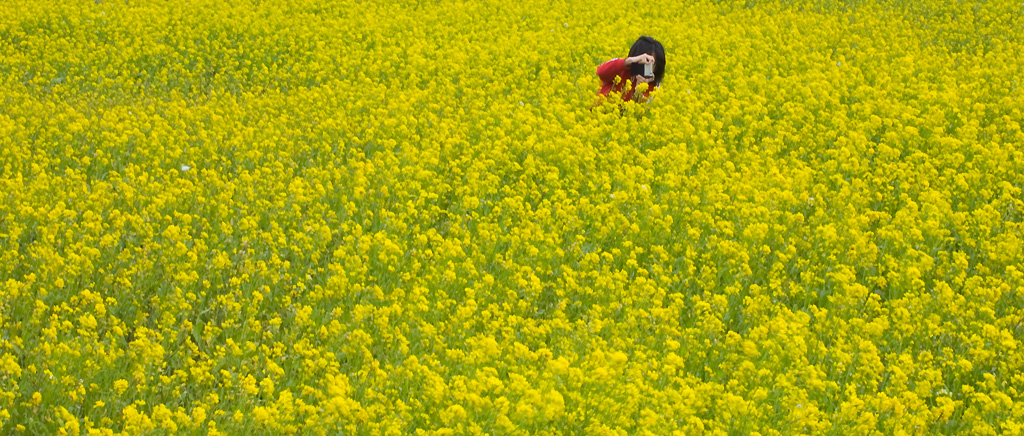
油菜花田

油菜（rape or rapeseed plant）包括好幾種品種的芸薹属油料作物，俗称油菜籽、油麻菜籽、麻油菜籽。

## 品種
油菜可粗分為小油菜與大油菜兩種，為世界性重要四大油料作物之一。小油菜（Brassica rapa）又名中國油菜，為中國栽培之地方種，屬早熟品種。大油菜（Brassica napus）又名西洋油菜，屬晚熟品種。油菜之植株及花苔為優良之蔬菜，種子榨油供食用及工業用。
- 甘蓝型油菜
  - 又稱為西洋油菜。
- 白菜型油菜（ 或 Brassica campestris L.）
  - 原产地中海沿岸，或中国西北地区，又称为蕓薹、胡菜、寒菜、中國油菜。
- 芥菜型油菜
  - 使用芥菜種子提煉的油料。

## 油菜花田
油菜花田一直是摄影和写生爱好者向往的地方。目前中国最著名的油菜花田有：江苏兴化、云南罗平、江西婺源、安徽黄山等地。香港也有一個比較集中的油菜花田，位於新界大埔的沙螺洞。在台灣，每年入冬前第二期水稻收割之後，有些稻農會在稻田灑油菜的種子，使稻田長滿油菜、進而開花，次年水稻插秧前再打入土壤裡做為綠肥。

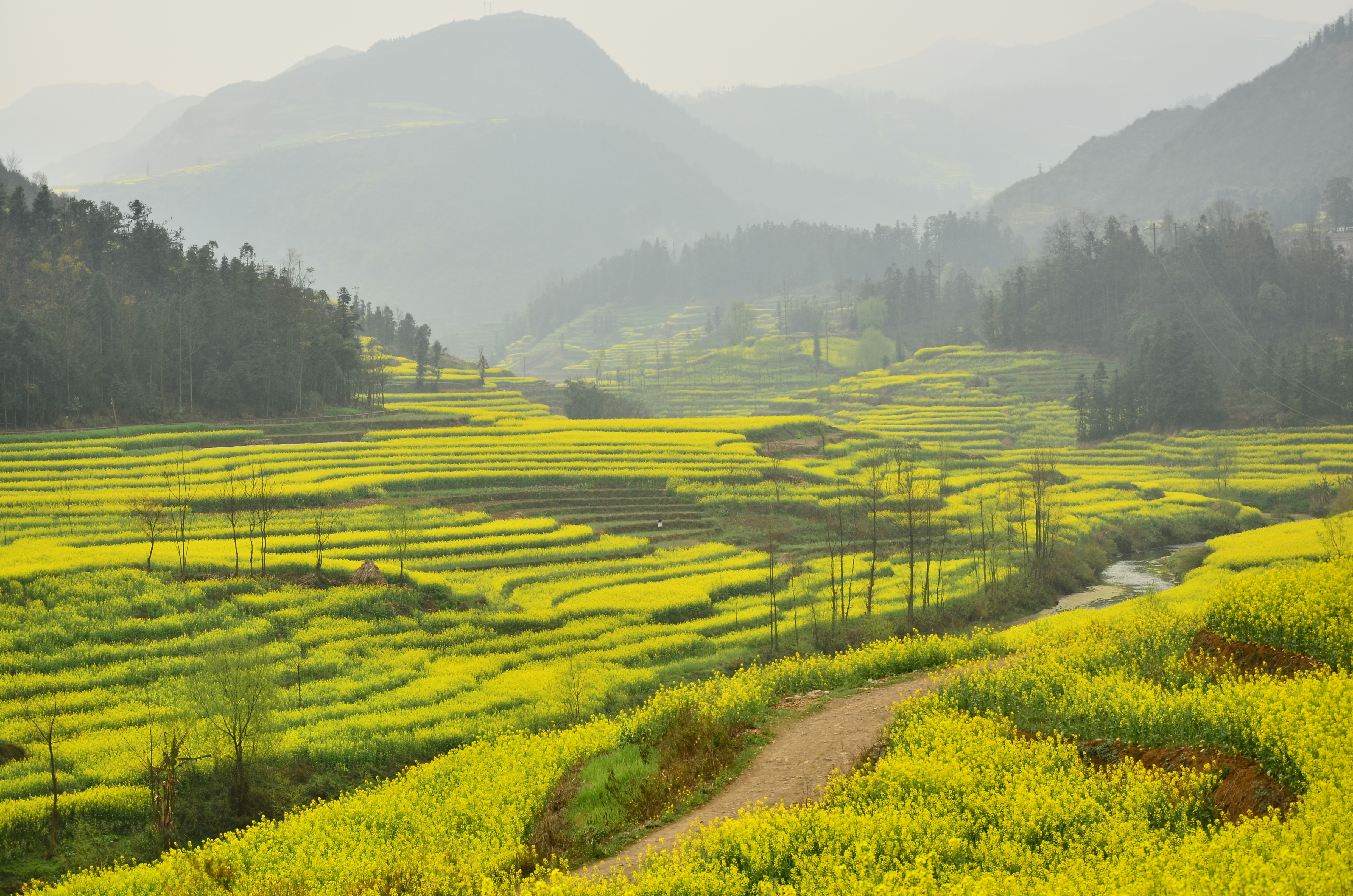
罗平油菜花田

## 相关轶事
閩南語中所稱的「油麻菜籽」就是作為綠肥的小油菜，而非台灣光復後引進的大油菜（西洋油菜）。网络语言中，“油菜花”谐音“有才華”。

## 相關
- 油麻菜籽 (電影)

## 外部連結
- Review of University of Alberta Canola Breeding Program
- Swathing and Harvesting Canola （页面存档备份，存于）
- Canola Production （页面存档备份，存于）
- North Dakota State University （页面存档备份，存于） picture comparing canola oil fatty acid content with other oils.
- USDA-ERS Briefing Room - Canola Summary of canola production, trade, and consumption as well as links to relevant USDA reports.